# Yokosuka E14Y
Chiếc Yokosuka E14Y là một kiểu thủy phi cơ trinh sát của Hải quân Đế quốc Nhật Bản được chuyên chở và phóng lên từ những tàu ngầm sân bay Nhật Bản như kiểu I-25 trong Thế Chiến II. Tên chính thức của Hải quân Nhật cho kiểu này là "Thủy phi cơ Trinh sát nhỏ Loại 0" (零式小型水上偵察機), trong khi tên mã của phe Đồng Minh là "Glen".
Chiếc máy bay đã được sử dụng trong nhiều phi vụ trinh sát trong suốt cuộc chiến tại Thái Bình Dương, và cũng là máy bay duy nhất đã ném bom xuống lục địa Hoa Kỳ trong Thế Chiến II, trong sự kiện được biết dưới tên gọi Vụ không kích Lookout. Có tổng cộng 138 chiếc đã được chế tạo.

## Các nước sử dụng
Nhật Bản
- Hải quân Đế quốc Nhật Bản

## Đặc điểm kỹ thuật (E14Y)

### Đặc tính chung
- Đội bay: 02 người (phi công và quan sát viên)
- Chiều dài: 8,54 m (28 ft 0 in)
- Sải cánh: 11,00 m (36 ft 0 in)
- Chiều cao: 3,80 m (12 ft 5 in)
- Diện tích bề mặt cánh: 19,0 m² (204 ft²)
- Lực nâng của cánh: 76,3 kg/m² (15,7 lb/ft²)
- Trọng lượng không tải: 1.119 kg (2.467 lb)
- Trọng lượng có tải: 1.450 kg (3.197 lb)
- Trọng lượng cất cánh tối đa: 1.600 kg (3.527 lb)
- Động cơ: 1 x động cơ Hitachi Tempu-12 9 xy lanh bố trí hình tròn làm mát bằng không khí, công suất 340 mã lực (254 kW)

### Đặc tính bay
- Tốc độ lớn nhất: 246 km/h (133 knot)
- Tốc độ bay đường trường: 167 km/h (90 knots)
- Tầm bay tối đa: 880 km (476 nm)
- Trần bay: 5.420 m (17.800 ft)

## Nội dung liên quan

### Máy bay có tính năng tương đương
- Arado Ar 231

### Trình tự thiết kế
E12A/E12K/E12N - E13A/E13K - E14W/E14Y - E15K - E16A

### Danh sách liên quan
- Danh sách máy bay quân sự giữa hai cuộc chiến tranh thế giới
- Danh sách máy bay trong Chiến tranh Thế giới II
- Danh sách máy bay chiến đấu
- Danh sách máy bay quân sự Nhật Bản